# Daniella Cicarelli
Daniella Cicarelli Leemos (Labras, 6 de noviembre de 1978) es una modelo, actriz, presentadora de televisión brasileña, ex-VJ de la MTV Brasil.

## Biografía
Daniela Cicarelli nació en Labras, Minas Generales, es descendiente de italianos.
Como plantilla, Daniella inició su profesión con cerca de 20 años, paralelamente al curso de Administración de Empresas en la ciudad de Bello Horizonte. Solo tras cambiar para São Paulo, asumió la carrera.
En enero de 2001, fue conocida nacionalmente al protagonizar un comercial de la Pepsi. Enseguida, interpretó el personaje Larissa en la telenovela Las Hijas de la Madre, de Silvio de Abreu, como pareja de Reynaldo Gianecchini.
En 2002, llegó a hacer pruebas pero desistió de intentar actuar en la novela La Pequeña Traviesa, del Sistema Brasileiro de Televisão. En junio, desfiló en São Paulo Fashion Week vistiendo un biquíni de oro con minidiamantes azules, evaluado, en la época, en 50 mil reales. Presentó el premio de mejor video del año en el MTV Video Music Awards Brasil . Enseguida, grabó el MTV Sports', al lado del tenista Fernando Meligeni.
En enero de 2003, presentó en la cadena MTV, al lado del VJ Cazé Peçanha, el programa Noticias de Biquíni. En abril, apareció en público usando una alianza en la mano izquierda, lo que publicito su boda con el ingeniero Luís Augusto Milano, ocurrido en Miami, pero no la oficializó en Brasil. La validez o la veracidad de la boda estuvo en dudo, pero, nunca fue enteramente confirmada. A finales del año 2003, las revistas de chismes y farándula anunciaron su noviazgo con el empresario Hélio Laniado.
En 2004, Daniela fue fotografiada al lado del portugués Felipe Barahona, de quién Daniella declaró ser prima. El mismo año participó en la película Didi Quiere Ser Niño, como el personaje Kátia.
En 13 de junio, Daniela inicio un romance con el exjugador de fútbol Ronaldo. Al finalizar el mes el jugador de fútbol presencio los desfiles de ella en la SPFW y en el Fashion Río. Enseguida, el jugador se tatuou en la muñeca una "R", un corazón y una "D", y pasó a lo exhibírla en la celebraciones de sus goles.
La pareja quedó comprometida en septiembre de 2004, y se casó en el Castillo de Chantilly en 14 de febrero de 2005.
En la boda del empresario Fabiano Farah, amigo de Ronaldo, el día 31 de marzo en Niterói, la modelo la pasó mal y un embarazo fue confirmado. En 26 de abril, cuando se informaba un mal tiempo en la boda, ella perdió el bebé en un aborto espontâneo. El día 11 de mayo terminó el matrimonio de Ronaldo y Daniella.
En junio de 2006, Daniella llamó atención al realizar fotos para una Valla publicitaria en São Paulo, en propaganda de bragas o pantis de la marca Hope, simulando estar desnuda, cubierta por un tanja negra. En julio del mismo año, ella inició romance con el economista Renato Malzoni Hijo, con quien fue filamada en septiembre por el paparazzo español Miguel Temprano en una playa de Tarifa, en la provincia de Cádiz. El paparazzo divulgó una parte de la grabación hecha con un celular, el conteniendo de la grabación poseía escenas de sexo de la pareja. El vídeo circuló por la internet, causando inclusive protestas del paparazzo, que quería ganar dinero por los Derecho de autor. Las semanas siguientes, Daniella no comenta nada de los hechos, pero juguetea con el episodio durante la presentación del Video Music Awards Brasil, el día 28 de septiembre.
En enero de 2007, en cumplimiento de una orden de la Justicia Estatal de São Paulo, proferida en un proceso movido por la pareja contra Internet Group, Grupo Globo y YouTube, las empresas brasileñas proveedoras bloquearon el acceso de sus subscriptores al YouTube, como forma de impedir el acceso al vídeo. El bloqueo provocó protestas contra la modelo.
En 2009, presentó junto con Otávio Mezquita, el programa Cero Bala, en la Rede Bandeirantes una especie de Programa de concursos en el cual el premio máximo era un automóvil cero kilómetro. Después del término del programa, en el comienzo de 2010, ella quedó varios meses sin trabajo hasta que trabajo una emisora
Daniella cursó Derecho en la Facultades Metropolitanas Unidas.
Aun en 2010, Cicarelli comenzó a salir con el empresario y triatleta Frederico Schiliró, la boda ocurrió en abril de 2011.
En el inicio de 2012, Cicarelli firma contrato con la MTV por cinco años para presentar el Programa de concursos Provão MTV al lado de Thunderbird.
Durante el Video Music Brasil (VMB) ella anunció su embarazo de su primer hijo con Frederico Schiliró.
En febrero de 2013 fue contratada por la Red Récord para hacerse jurada del programa Got Talent Brasil.
En enero de 2015 Cicarelli se separa de Frederico Schiliró.
Polémicas
En septiembre de 2006 Daniella Cicarelli fue filmada por el paparazzo español Miguel Temprano mientras practicaba sexo en una playa pública en Tarifa, en Andalucía con su novio de entonces, el empresario Renato Malzoni Hijo. Posteriormente, con la repercusión de la divulgación de las imágenes, la pareja interpuso acciones judiciales para intentar impedir la divulgación de las imágenes.
La pareja intentó accionar jurídicamente todas las webs brasileñas y extranjeros que vincularan con el vídeo grabado por el Paparazzo.
Entre 8 y 9 de enero de 2007, las imágenes que estaban en la web del YouTube fueron borradas atendiendo a una Medida preliminar expedida por el [[desembargador]]  o Juez de Segunda Instancia Ênio Santarelli Zuliani, teniendo cómo objetivo impedir el acceso al vídeo.
Posteriormente, el desembargador o juez de segunda instancia rectificó su decisión y mandó liberar el acceso a la web YouTube y bloquear, "si posible", solo el vídeo en cuestión.
El proceso de Cicarelli contra las webs causó mucha discusión en el país. El periodista Josias de Souza fue uno de los que se manifestaron por medio de un artículo publicado en su blog.
En consonancia con noticia publicada en la G1, la MTV habría recibido más de 80.000 correos electrónicos de protesta contra el bloqueo de la web. El director de programación de la MTV, Zico Goes, afirmó que la empresa y la modelo no tendrían conexión con el caso, ya que la acción estaría siendo movida por Renato Malzoni Hijo, novio de Daniella Cicarelli.
La empresa de lencería Hope, de la cual Cicarelli fue modelo de la empresa, también fue blanco de protestas.
Meses antes de su vídeo polémico, Cicarelli se había declarado una persona recatada y religiosa: "Jamás posaría desnuda. Nunca nadie vio mis senos, nunca nadie vio mi ‘perereca’ o Vagina . Soy supercatólica, voy a la misa todo los domingos."

## Carrera
- Noticias de Biquíni (MTV Brasil) / (2003)
- Daniella en el país de la MTV (MTV Brasil) / (2003 - 2004)
- Baile el Clipe (MTV Brasil) / (2004 - 2005)
- Beija Sapo (MTV Brasil) / (2005 - 2007)
- Batalla de Plantillas (MTV Brasil) / (2007)
- Quién Puede Más? (Band) / (2008)
- Band Verano (Band) / (2008 - 2009)
- Cero Bala (Band) / (2009 - 2010)
- Provão MTV (MTV Brasil) / (2012)
- Got Talent Brasil (Red Record) (2013)
- Desafiados del Caldeirão (Red Globo) (2015)

Participaciones Especiales
- Programa del Jô (Globo)
- Irritando Fernanda Young  (GNT)
- Programa Hebe  (SBT)
- Programa Raul Gil (Band)
- CQC Brasil (Band)
- ES Todo Improviso (Band)

Comerciales
- Havaianas
- Chevrolet
- Kaiser
- Tim
- Pepsi
- Nextel

Novelas
- Las Hijas de la Madre - Globo, 2001 - Larissa
- Agua en la Boca - Band, 2008 - Lorena (participación)